# Georgij Jefimovič Peredělskij
Georgij Jefimovič Peredělskij (1913 – 1987) byl sovětský vojenský velitel, maršál dělostřelectva Sovětského svazu.

## Vyznamenání
- Řád Lenina
- Řád Říjnové revoluce
- tři Řády rudého praporu
- Řád Kutuzova 1. třídy
- Řád Suvorova 3. třídy
- Řád rudé hvězdy
- Řád Za službu vlasti v ozbrojených silách 3. třídy